# لوخن امزی
لوخن امزی (به آلمانی: Lochen am See) یک منطقهٔ مسکونی در اتریش است که در برونو آم این واقع شده‌است. لوخن امزی ۳۳٫۲۸ کیلومتر مربع مساحت دارد ۵۱۶ متر بالاتر از سطح دریا واقع شده‌است.